# باربرا ماير
باربرا ماير (بالألمانية: Barbara Meier)‏ (ولدت في 25 يوليو 1986) عارضة أزياء وممثلة ألمانية، عرفت بكونها الفائزة في الدورة الثانية من رنامج ألمانيا نكيست توب موديل . في ديسمبر 2015، نُشر باربرا كتاب "طريقك إلى الوزن السعيد"
Dein Weg zum Glücksgewicht بواسطة دورلينج كيندرسلي. تصف العمل بأنه "كتاب مناهض للنظام الغذائي" وفوق كل شيء تريد تحفيز النساء وجعلهن يشعرن بتقبل أجسادهن.

## نشأتها
وُلدت ماير في بلدة آمبرغ البافارية الصغيرة، ولم تكن تطمح في الأصل إلى العمل في مجال عرض الأزياء. بعد تخرجها التحقت بالمدرسة الجامعية المتخصصة في ريغنسبورغ لدراسة الرياضيات.

## روابط خارجية
- الموقع الرسمي
- Barbara Meier at آي إم جي مودلز
- Barbara Meier at Major Model Management
- باربرا ماير على موقع IMDb (الإنجليزية)
- باربرا ماير على موقع قاعدة بيانات الفيلم (الإنجليزية)
- باربرا ماير على موقع دليل عارضات الأزياء (الإنجليزية)
- باربرا ماير على إنستغرام